# Distribució beta generalitzada

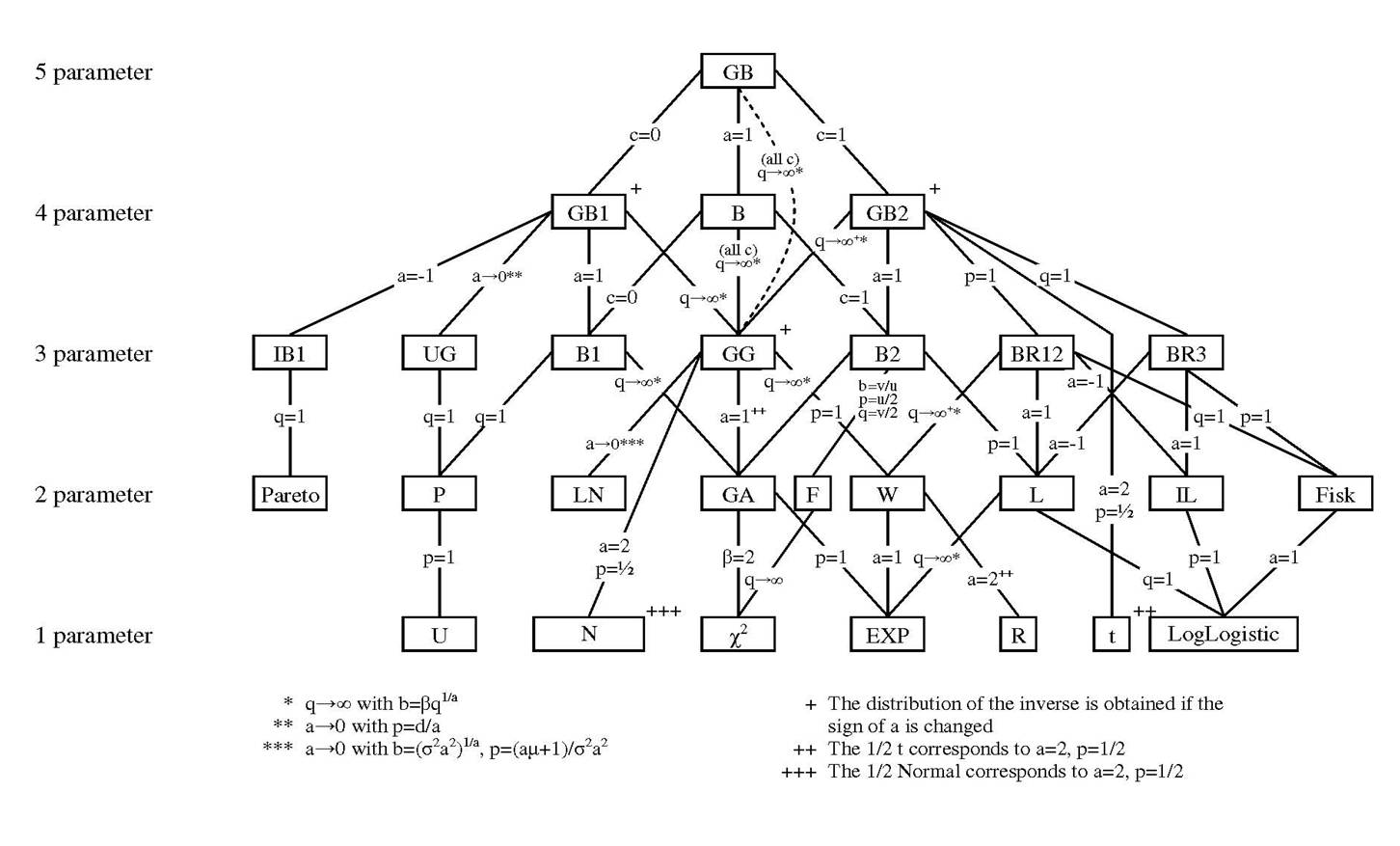
Representació visual de les relacions entre distribucions paramètriques dins de la família beta generalitzada (GB).

En probabilitat i estadística, la distribució beta generalitzada és una distribució de probabilitat contínua amb quatre paràmetres de forma (tot i que és habitual fer explícit el paràmetre d'escala com a cinquè paràmetre, mentre que el paràmetre d'ubicació es deixa implícit), que inclou més de trenta. distribucions anomenades com a casos limitants o especials. S'ha utilitzat en la modelització de la distribució de la renda, els rendiments de les accions, així com en l'anàlisi de regressió. La distribució exponencial beta generalitzada (EGB) segueix directament del GB i generalitza altres distribucions comunes.

## Definició
Una variable aleatòria beta generalitzada, Y, es defineix per la següent funció de densitat de probabilitat:
{\displaystyle GB(y;a,b,c,p,q)={\frac {|a|y^{ap-1}(1-(1-c)(y/b)^{a})^{q-1}}{b^{ap}B(p,q)(1+c(y/b)^{a})^{p+q}}}\quad \quad {\text{ per a }}0<y^{a}<{\frac {b^{a}}{1-c}},}
i zero en cas contrari. Aquí els paràmetres es compleixen {\displaystyle a\neq 0}, {\displaystyle 0\leq c\leq 1} i {\displaystyle b}, {\displaystyle p}, i {\displaystyle q} positiu. La funció B (p,q) és la funció beta. El paràmetre {\displaystyle b} és el paràmetre d'escala i, per tant, es pot configurar a {\displaystyle 1} sense pèrdua de generalitat, però normalment es fa explícit com a la funció anterior (mentre que el paràmetre d'ubicació normalment es deixa implícit i s'estableix en {\displaystyle 0} com a la funció anterior).

## Aplicacions
La flexibilitat que ofereix la família GB s'utilitza per modelar la distribució de:
- distribució de la renda
- funcions de perill
- rendiments d'accions
- pèrdues d'assegurances.

Les sol·licituds que involucren membres de la família EGB inclouen:
- estimació parcialment adaptativa de models de regressió
- models de sèries temporals
- Models (G)ARCH.[4]